# Little 15
Little 15 – singel grupy Depeche Mode promujący album Music for the Masses.

## Wydany w krajach
- Belgia (7", 12", CD)
- Brazylia (CD)
- Francja (7", 12", CD)
- Hiszpania (7", 12")
- Holandia (7", 12")
- Niemcy (7", 12", CD, 3" CD)
- Unia Europejska (CD)
- USA (CD)
- Wielka Brytania (7", 12", CD)
- Włochy (12")

## Informacje
- Nagrano w Konk Studios(inne języki) Londyn (Wielka Brytania)
- Produkcja Depeche Mode; David Bascombe; Daniel Miller
- Teksty i muzyka Martin Lee Gore i Ludwig van Beethoven

## WydaniaMute
- Little 15 wydany 16 maja 1988
  1. Little 15
  2. Stjarna

- 12 Little 15 wydany 16 maja 1988
  1. Little 15 – 4:14
  2. Stjarna – 4:22
  3. Sonata No. 14 – 5:36

- 12 Little 15 (Mayking Testpressing) wydany 16 maja 1988
  1. Little 15 – 4:14
  2. Stjarna – 4:22
  3. Sonata No. 14 – 5:36

- CD Little 15 wydany 16 maja 1988
  1. Little 15 – 4:16
  2. Stjarna – 4:25
  3. Sonata No. 14 – 5:36

- CD Little 15 wydany 1991
  1. Little 15 – 4:16
  2. Stjarna – 4:25
  3. Sonata No. 14 – 5:36

## WydaniaSire/Reprise
- 40319-2 wydany 19 listopada 1991
  1. Little 15 – 4:16
  2. Stjarna – 4:25
  3. Sonata No. 14 – 5:36

- 40319-2 wydany 8 czerwca 1993
  1. Little 15 – 4:16
  2. Stjarna – 4:25
  3. Sonata No. 14 – 5:36

## Twórcy
- David Gahan - wokale główne
- Martin Gore - syntezator, chórki
- Alan Wilder - syntezator, fortepian
- Andrew Fletcher - syntezator